# Gertrud Morneweg
Gertrud Morneweg, död 1301, var en tysk bankir och affärsidkare i Hansastaden Lübeck. 
Hon var gift med borgaren Bertram Morneweg och mor till Hermann Morneweg, som 1312 blev borgmästare i Lübeck. Efter sin makes död 1286 övertog hon hans verksamhet och förmögenhet. Hon skötte en framträdande bankverksamhet som finansierade en stor del av fristadens Lübecks lån. Genom att erbjuda låg ränta kunde hon också konkurrera framgångsrikt med sina rivaler. Hennes verksamhet gav henne stor ekonomisk makt i och gjorde henne till miljonär i nutida penningvärde.